# Zion’s Praises
Zion's Praises (pol. Chwała Syjonu) jest śpiewnikiem wykorzystywanym przez mennonitów i anabaptystów. Książka ma 859 stron i zawiera 816 pieśni zarówno starych jak i nowych napisanych przez menonickich kompozytorów przeznaczonych do użytku w kościele, domu szkole. Jest przystosowana do śpiewania dla chóru i jest odpowiednia dla młodzieży. Pojawia się w niej wiele pieśni od dawna nie drukowanych. Po raz pierwszy wydrukowana w 1987 roku, a do 2007 roku ukazała się już 10 edycja. Śpiewnik jest używany przez Menonicki Kościół wschodniej Pensylwanii.